# Psammochloa
Psammochloa é um género botânico pertencente à família Poaceae. É originário do Deserto de Gobi.
O género foi descrito por Albert Spear Hitchcock e publicado em Journal of the Washington Academy of Sciences 17: 140. 1927.
Trata-se de um género reconhecido pelo sistema de classificação filogenética Angiosperm Phylogeny Website.

## Espécies
- Psammochloa mongolica Hitchc.
- Psammochloa villosa (Trin.) Bor